# LG V30
LG V30 — це Android фаблет, вироблений LG Electronics як частина серії LG V. Представлений 31 серпня 2017 року як наступник LG V20, V30 відмовляється від додаткового дисплея V20 «плаваючої панелі», яка виконує майже ті ж функції, що й другий дисплей. Він як і раніше має чотири ЦАП для покращення звуку.
В Україні в продажу вийшов LG V30+, 5 лютого 2018 року, за ціною в 24 999 грн. Різниця між V30 і V30+ полягає лише в кількості вбудованої постійної пам'яті, у V30+ це 128 ГБ.

## Історія
Телефон почали рекламувати 3 серпня 2017 року в прес-релізі від LG, де показана нижня половина дисплея FullVision. 7 серпня для преси були розіслані запрошення зі словами «Lights. Camera. Action». Пізніше були опубліковані відео-тизери, які рекламували дисплей телефону, аудіо та можливості камери.

## Характеристики смартфону

### Зовнішній вигляд
V30 має передню і задню пластини зі скла, який захищений з обох боків Corning Gorilla Glass 5, а також присутні алюмінієві бокові рамки. Смартфон також захищений за американським військовим стандартом MIL-STD-810G, що регламентує рівень захисту обладнання від різних зовнішніх впливів (вібрація, волога, удари, температура тощо). Крім того присутній ще й захист від попадання води та пилу телефон за стандартом IP68. Екран займає 81,2% від площі передньої поверхні апарату, його діагональ становить 6,0". Дисплей P-OLED FullVision із співвідношенням сторін 2:1 (продається як 18:9), вироблений LG Display, розширення екрана становить 2880 x 1440 (1440p), щільність пікселів 537 ppi.. Дисплей також підтримує HDR10 і Dolby Vision.. В Україні доступні 3 кольори корпусу: чорний (Aurora Black), синій (Moroccan Blue) та лавандовий (Lavender Violet).

### Апаратне забезпечення
LG V30 використовує систему на кристалі Qualcomm Snapdragon 835: 4 ядра Kryo 280 із частотою 2.45 ГГц та 4 ядра Kryo 280 із частотою 1.9 ГГц. Графічне ядро  — Adreno 540. Внутрішня пам'ять V30 становить 64 ГБ, а V30+ має 128 ГБ, оперативна пам'ять  в обох моделях — 4 ГБ. Існує можливість розширення пам'яті завдяки microSD картці (до 256 ГБ). Це також перший смартфон LG з OLED-дисплеєм.
LG V30 використовує камеру з подвійним об’єктивом із 16-мегапіксельним основним датчиком з кутом огляду 71° і 13-мегапіксельним ширококутним датчиком з кутом огляду 120°. Однак основна камера також має діафрагму f/1,6, найнижчу в смартфоні на момент випуску , і 10-бітний датчик HDR. 10-бітовий датчик зображення HDR здатний вловлювати майже 1 070 000 000 різних кольорів, що приблизно на 211% більше кольорів, ніж 8-розрядний датчик зображення. Основний датчик має оптичну стабілізацію зображення, яка коригує розмиття при русі на фото та відео, але на ширококутному об’єктиві немає OIS. Фронтальна камера має широкутний датчик на 5 Мп з діафрагмою f/2.2. Акумулятор незнімний Li-Pol 3300 мА·г із підтримкою бездротової зарядки, і Qualcomm Quick Charge 3.0..
V30 підтримує швидкість завантаження до 1 Гбіт/с через мережу 4G. Модель H932 V30 для T-Mobile є першим смартфоном з підтримкою 4G LTE у діапазоні 71 із частотою 600 МГц.

### Програмне забезпечення
Операційна система телефону  — 7.1.2 «Nougat» і LG UX 6.0+. Присутні можливість оновлення до Android 9.0 «Pie», але без підтримки високих частот. Смартфон поставляється із функцією Always on Display, який став доступний завдяки OLED панелі.

## Критика
V30 отримав похвалу за наявність однієї з найдосконаліших доступних систем з подвійною камерою і за якість звуку, збереження роз'єму для навушників, оскільки інші смартфони преміум-класу перестали його надавати, і включаючи кілька аудіодатчиків для входу та 32-розрядний Quad-DAC (цифровий аналоговий перетворювач) для виходу.
Телефон критикували за надмірне роздування програмного забезпечення на пристроях оператора , а якість екрану критикували за відносну недостатню насиченість кольору та недоліки, як у Google Pixel 2 XL, який також оснащений дисплеєм від LG. 